# Crescentina

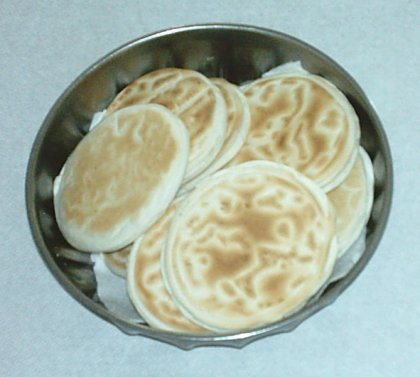
Una cesta de crescentine.

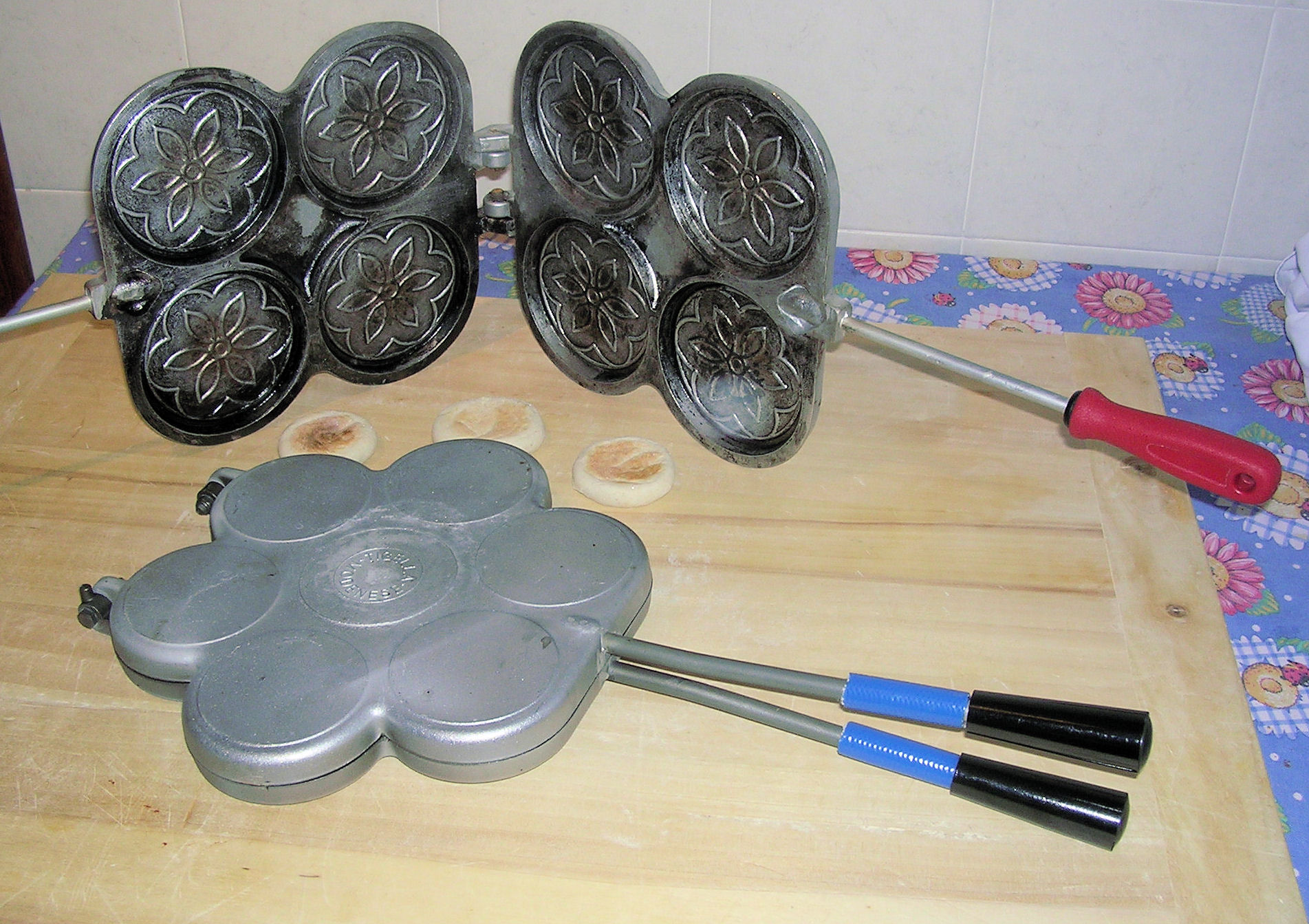
Tigelliere de aluminio.

La crescentina o crescenta (en plural crescentine o crescenti) es un tipo de pan característico de los Apeninos modenenses, conocido también como tigella. Se trata de un producto alimentario tradicional protegido con los nombres de tigella modenses, tigèla modenese, crescentina modenese y cherscènta modenses. Se consume durante las fiestas y festivales, preparándose casi en todos los restaurantes de Módena y Bolonia.

## Etimología
El nombre original de esta receta es crescente, pero ahora se han difundido numerosas variantes, que cambian mucho de significado de un lugar a otro (tigella o tigèla en Módena, crescentina o chersèinta modenense o de montaña). El término crescentina se usa comúnmente en Bolonia para aludir a los ñoquis fritos.
Los discos de terracota en los que se cocinaban originalmente los crescenti se llaman tigelle y por este motivo hoy, en las zonas de llanura y en el resto de Italia, se alude a las crescentine con el nombre más popular de tigelle, aunque (según puristas) el único nombre correcto es crescentina, tanto por origen como por etimología.

## Preparación
Las crescentine se preparan con una mezcla de agua, harina de trigo y levadura de cerveza, con la que se forman bolitas o discos con un diámetro de 6–10 cm. Algunas variantes añaden también una pizca de bicarbonato sódico y una pequeña cantidad de grasa, como manteca, aceite (de oliva o girasol), nata o leche. El bicarbonato sódico sustituye en algunas recetas a la levadura, transformando a la crescentina en un pan ácimo.
La cocción tradicional de la pasta se hacía en discos de terracota llamados tigelle, puestos previamente al rojo vivo en la chimenea con hojas de castaño o nogal. Estas ruedas tenían unos 15 cm de diámetro y un centímetro y medio de espesor, hechas en un molde de madera tallada en bajorrelieve (con decoración geométrica o floral que luego quedaba impresa en la masa durante la cocción).
El cocinero debía trasladar hábilmente la masa de un disco a otro para comprobar el progreso de la cocción y obtener unas piezas de pan hechas uniformemente. En la actualidad la cocción suele ser mucho más rápida, colocando los discos de masa entre dos láminas de material refractario o metal, en una máquina especialmente diseñada para este propósito, alimentada con gas o electricidad. El utensilio más común para la elaboración casera es un molde de aluminio que puede contener de 4 a 7 crescentine.
Las crescentine cocidas se consumen tradicionalmente cortándolas por la mitad y rellenándolas con un pesto hecho de trozos de manteca de cerdo, ajo y romero (conocido localmente como cunza di Modena, el mismo utilizado para la elaboración del borlengo y el Parmigiano Reggiano). Actualmente también se rellena con carne y queso.
También se toma ampliamente relleno de mermelada y crema de chocolate, cosa que aceptan a regañadientes los estudiosos de las tradiciones apeninas.